# Ordynacja Massalańska Bispingów
Ordynacja Massalańska Bispingów – ordynacja ufundowana w 1853 roku przez siostry Aleksandrę z Bispingów (1785-1853), od 1806 żonę generała rosyjskiego Aleksandra Michajłowicza Swieczyna oraz Józefę z Bispingów Woyczyńską (1786-1878), w latach 1818-1835 żony szambelana Antoniego Woyczyńskiego na rzecz potomków ich stryjecznego brata, rotmistrza sumskiego pułku huzarów Kamila Bispinga (1810-1850). Statut ordynacji został zatwierdzony ukazem cara Mikołaja I Romanowa 1 lipca 1853 roku. W skład ordynacji massalańskiej weszły wówczas: majątki Aleksandry Swieczyny w powiecie wołkowyskim: Werejki, Kuźmicze, Maciejkowszczyzna, oraz w powiecie grodzieńskim: Trejgle, Skołubowo i Wiercieliszki, a także majątki Józefy Woyczyńskiej: Massalany i Popławce w powiecie grodzieńskim.
Ordynacja istniała w latach 1853-1939. Kolejnymi ordynatami massalańskim byli w latach:
- 1853-1867 – I ordynat – Aleksander Bisping (1844-1867)
- 1867-1893 – II ordynat – Jan Bisping (1842-1893)
- 1893-1897 – III ordynat – Józef Bisping (1845-1897)
- 1897-1939 – IV ordynat – Jan Kamil Bisping (1880-1941)[2]

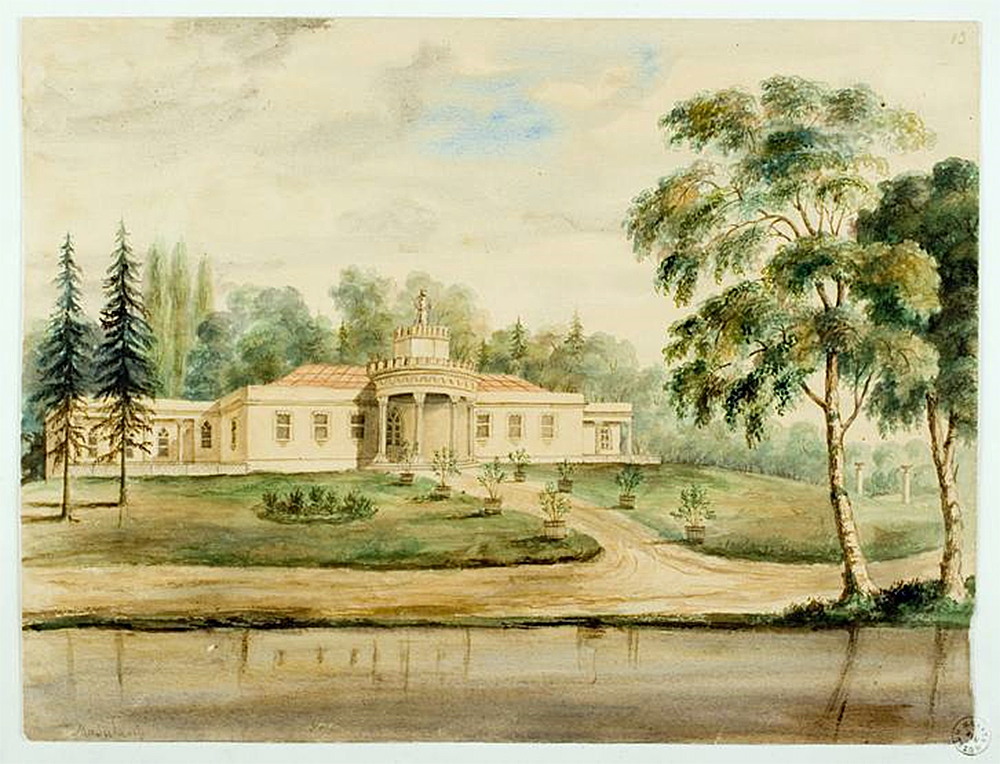
Pałacyk Bispingów w Massalanach (rys. Napoleona Ordy 1877)

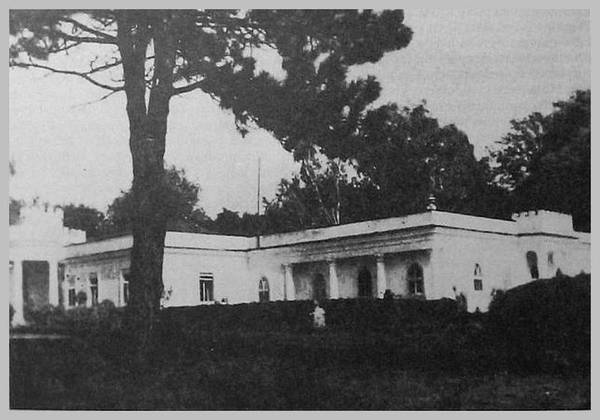
Massalany pałacyk Bispingów w okresie międzywojennym (1936)

Centrum ordynacji stanowił otoczony parkiem dwór w Massalanach. Jego fundatorką była wspomniana Józefa Woyczyńska, która wybudowała go według projektu włoskiego architekta Francesca Andriollego, nad rozległym stawem przy drodze prowadzącej do Ejsmontów Wielkich. Wtedy też w latach 1852-1863 wybudowano należącą do zespołu pałacowego kaplicę umiejscowioną po drugiej stronie stawu. W drugiej połowie XIX w. do istniejącego dworu z inicjatywy II Ordynata Jana Bispinga zostały dobudowane według projektu architekta Aleksandra Grodeckiego dwa skrzydła po lewej i prawej stronie. Według Romana Aftanazego pałacyk wówczas składał się z trzech zasadniczych członów: stojącego na rzucie dość płytkiego prostokąta korpusu głównego i nieco szerszych, cofniętych do tyłu o połowę jego szerokości skrzydeł bocznych. Do elewacji frontowej siedmioosiowego korpusu głównego dobudowano pośrodku portyk z czterech ustawionych w półkole ośmiobocznych filarów, zwieńczonych korynckimi kapitelami. Wspierały one pokryte wieńcem girlandowym belkowanie, zamknięte krenelarzem. W pałacyku znajdowała się stworzona przez II ordynata Jana Bispinga galeria obrazów m.in. z obrazami Henryka Siemiradzkiego, Józefa Brandta, Juliusza Kossaka, Juliana Fałata, Franciszka Krudowskiego, Józefa Ryszkiewicza, Wilhelma Kotarbińskiego, Aleksandra Gierymskiego, Józefa Chełmońskiego, Antoniego Kozakiewicza, Aleksandra Orłowskiego, Aleksandra Gryglewskiego zgromadzoną przez II Ordynata Jana Bispinga. Było tu także archiwum i biblioteka Ordynacji Massalańskiej. W tym czasie pałacyk Bispingów stanowił jedno z centrum ożywionego życia towarzyskiego ziemiaństwa guberni grodzieńskiej. Za czasów III ordynata Józefa Bispinga w latach 90. mieszkał tu pracując jako guwerner i nauczyciel prywatny Adolf Dygasiński, który tu właśnie napisał wydaną w 1900 roku powieść Zając. W polowaniach organizowanych w Massalanach uczestniczyły liczne osobistości m.in. znany historyk i etnograf Zygmunt Gloger.
Syn ostatniego ordynata Adam Bisping utrwalił następujący opis pałacyku w Massalanach: z podjazdu wchodziło się na ganek schodkami, pomiędzy czterema filarami. Na ganku w czasie lata stały koszykowe meble, gdzie po kolacji pito herbatę i odpoczywano w chłodzie., mając przed sobą widok na jezioro, kapliczkę za nim i w dali zarys gór mogilańskich. Z ganku wchodziło się do przedpokoju, gdzie pod ścianami stały dwa duże stoły… przedpokój ten służył równocześnie jako kaplica domowa, ponieważ naprzeciwko drzwi wejściowych znajdowała się szafa ścienna, wewnątrz której był ołtarz. Z przedpokoju na lewo wchodziło się do pokoju jadanego. Drugi pokój o trzech oknach, o ścianach obitych kurdybanem, drzwiach oszklonych z wyjściem na zewnątrz. Po środku znajdował się długi rozsuwany stół, otoczony wyplatanymi krzesłami dębowymi z naszym herbem na szczycie. Pod ścianami bufety i szafy ze stołowizną i szafa gdańska, od której klucz posiadał jedynie mój ojciec. Na ścianach wisiały portrety naszych przodków, kopie oryginałów znajdujących się w Strubnicy. Z przedpokoju na prawo wchodziło się do salonu. Koło drzwi wejściowych stały dwa postumenty z białego alabastru w kształcie kolumn greckich. Na samym środku zwisał olbrzymi żyrandol kryształowy. Pokój od strony wschodniej był przegrodzony arkadą o dwóch przejściach. Pomiędzy nimi wisiało olbrzymie lustro w złoconych ramach. Na dole był kominek, a przed nim stał kryształowy ekran z naszym herbem. Naprzeciwko na ścianie między oknami wisiało drugie takie samo lustro, a pod nim stała kanapa, obok dwa fotele i stół rzeźbiony. Jedno przejście pod arkadą było zastawione parawanem, obok stał stół owalny z dużą lampą spirytusową. W koło stała kanapa oraz krzesło i fotele wyściełane…. Za arkadą stała duża, bardzo wygodna kanapa, szafa z całą księgowością oraz fortepian. Ściany były obwieszone obrazami, między nimi płótna Siemiradzkiego, Krudowskiego, Fałłata, Kossaka, Kozakiewicza, Brandta i inne. Podłoga w jadanym salonie i saloniku była z białego i czarnego dębu ułożona w rozmaite wzory. W salonie pod ścianami stoliki o złoconych nogach, a na podłodze olbrzymi dywan perski. Z salonu przechodziło się do saloniku, gdzie urzędowała moja Matka, prowadząc całą księgowość majątkową. W saloniku też byli przyjmowani mniej oficjalni goście…Z przedpokoju wchodziło się do biblioteki, czyli gabinetu mego ojca. Pod ścianami stały dębowe oszklone szafy z herbami na górze, pełne książek i papierów rodzinnych. W rogu był kominek, a nad nim wisiał portret mojego Ojca w mundurze szambelana papieskiego. Obok stało duże biurko. Między oknami stał stół okryty zielonym suknem, a na nim leżały nasze strzelby myśliwskie. Nad stołem wisiały portrety dwóch sióstr – fundatorek Ordynacji.
Po wkroczeniu Armii Czerwonej ostatni ordynat Jan Kamil został aresztowany 4 października 1939 r. przez władze sowieckie. Był następnie więziony w Drohiczynie Poleskim i Łomży, a na początku 1940 r. wywieziono go w nieznanym kierunku w głąb ZSRR gdzie zaginął. W okresie rządów sowieckich pałacyk został zdewastowany, a zbiory obrazów rozkradzione bądź zniszczone. Podobny los spotkał archiwum i bibliotekę. Jej fragment liczący ponad 300 dzieł odnaleziono w zbiorach Grodzieńskiego Państwowego Muzeum Historyczno-Archeologicznego. Po drugiej wojnie światowej rozgrabiony budynek przekazano utworzonemu kołchozowi, biura którego znajdują się tutaj do dziś. Budynek został przebudowany zewnątrz i wewnątrz, usunięto portyk, wcześniejszy wygląd zachowały tylko skrzydła boczne pałacyku. Zachowały się również niektóre budynki gospodarcze, m.in. gorzelnia i obora, a także kilkuhektarowy park otaczający pałac.

## Literatura
- Moje wspomnienia w Massalanach spisane. Pamiętniki Jan Ordynata Bispinga 1842-1892, oprac. wstęp i przypisy Jerzy Z. Pająk, Jerzy Szczepański, Kielce 2017 – tom 8 serii "Kresy w polskich pamiętnikach i listach (1795-1918)", ss. 391
- Jan Bisping, Massalany, „Białostocczyzna”, 1991, nr 24, s. 42-43.
- Adam Bisping, Nasze Massalany, Kraków 1992
- Elżbieta z Bispingów Henrykowa Morman, Trzecia z trzynaściorga rodzeństwa. Wspomnienia 1915-1988, Kraków 2015